# مطلع السعدین
مطلع السعدین و مجمع البحرین کتابی به زبان فارسی اثر کمال‌الدین عبدالرزاق سمرقندی است که به وقایع میان سال‌های ۷۰۴ تا ۸۷۳ قمری، مصادف با حکومت مغولان، می‌پردازد. هر چند به مناسبت موضوع، حوادث سال‌های ۸۷۴ و ۸۷۵ هجری، یعنی فاصله مرگ ابوسعید تا جلوس سلطان حسین بایقرا، نیز مطرح می‌شود.